# Georges Touchard-Lafosse
Gervais, Pierre Touchard-Lafosse, né à La Chartre-sur-le-Loir le 5 août 1780 et mort à Paris le 11 décembre 1847, est un journaliste, éditeur et antiquaire français. Sa collection d'ouvrages illustrés sur les provinces de France préfigure les guides de voyages modernes.

## Biographie
Touchard-Lafosse est le fils de Jacques Touchard, un négociant  de Bourges qui avait une succursale à Paris. Éduqué pour partie à Londres où ses parents avaient créé en 1791 une autre succursale de leur maison de négoce, il a été le témoin de nombreux événements ou rencontres aussi bien en Angleterre où sa mère dirigeait la maison qu'à Paris où son père en dirigeait une autre. En octobre 1792, alors âgé de 12 ans, il est le témoin d'une visite de Jeanne du Barry à sa mère dans le quartier de Picadilly. Il la racontera (ou probablement plutôt reconstituera) dans ses Souvenirs d'un demi-siècle.
Le 3 janvier 1809, il épouse à Bourges Emilie Vandenyver, fille d'Augustin et petite-fille de Jean-Baptiste Vandenyver, banquiers décapités dans la même charrette que Mme du Barry le 10 décembre 1792. Il est alors "secrétaire particulier de M. l'ordonnateur". C'est semble-t-il au cours de la campagne de Russie qu'il sera nommé commissaire adjoint et pendant la campagne de France de 1814, commissaire des guerres.
Ancien commissaire des guerres sous le Premier Empire, il devint journaliste sous la Restauration et écrivit pour la presse libérale. Il fit grande provision d'anecdotes historiques puisées dans différents dictionnaires du XVIIIe siècle, qu'on retrouve dans sa production littéraire : il est notamment l'auteur des Chroniques de l'Œil-de-bœuf, d'une Histoire de Paris et d'une Histoire des environs de Paris, sans cesse rééditées jusqu'à aujourd’hui.

## Œuvres
- « Chroniques de l’Œil-de-Bœuf, des petits appartements de la cour et des salons de Paris sous Louis XIV, la Régence, Louis XV, et Louis XVI » (1800 ; multiples rééditions, dont celle en 5 tomes des éd. Garnier frères)
- « L’art de s’enrichir par des œuvres dramatiques ; ou Moyens éprouvés de composer, de faire recevoir et de faire réussir les pièces de théâtre » (1817, éd. Barba & Delaunay, Paris)
- « Précis de l'histoire de Napoléon, du consulat et de l'empire » (1825, impr. E. Demanet, Bruxelles)
- La Révolution, l'Empire et la Restauration : ou, 178 anecdotes historiques dans lesquelles apparaissent, pour des faits peu connus, 221 contemporains français et étrangers, L'Huillier, 1828, 254 p. (lire en ligne)
- « La Pudeur et l'Opéra » (1834, 2 tomes, éd. C. Lachapelle, Paris)
- « Souvenirs d'un demi-siècle : 1789-1836 » (1836, éd. Dumont, Paris)
- « Histoire des environs de Paris » (1837, 5 tomes, libr. Philippe, Paris ; multiples rééditions, dont celle des éd. P. Boizard, en 1855)
- « Chroniques des Tuileries et du Luxembourg, physiologie des cours modernes » (1837, 4 tomes, éd. C. Lachapelle)
- « Histoire de Charles XIV (Jean Bernadotte), roi de Suède et de Norvège » (1838, 3 tomes, éd. G. Barba)
- « La Loire historique, pittoresque et biographique, Nantes, Suireau, 1840-1843, 9 parties en 4 vol. in-8° (lire en ligne), (multiples rééditions)
- "Un lion aux bains de Vichy" 1842, 2 tomes, Ed. De Potter, Paris
- « L’homme sans nom » (1844, 2 tomes, éd. L. de Potter)
- « Histoire parlementaire et vie intime de Vergniaud, chef des Girondins » (1847)
- « Rodolphe » (1847, éd. A. Cadot)
- « Histoire politique et vie intime de M. Ch. Talleyrand » (1848)
- « Les crimes des rois de France » : (depuis le commencement de la monarchie jusqu'à Charles X inclusivement), 3 rue du battoir, Paris, Renault Librairie-Editeur, 1839, 320 p. (lire en ligne)